# Glaswol
Glaswol is een silicaat dat gebruikt wordt als isolatiemateriaal. Het is een product dat vervaardigd wordt uit zand en gerecycled glas (geen post consumer). Het is niet brandbaar en niet oplosbaar in water, en daardoor erg geschikt als bouwmateriaal. Omdat glaswol in de huid door kan dringen en ook ingeademd kan worden, moet bij het werken ermee beschermende kledij worden gedragen, zoals werkhandschoenen en een stofmasker.
Glaswol is simpel te verwerken. Het weegt weinig. Men kan het knippen met een (heggen)schaar of snijden met een lang mes (bijvoorbeeld een broodmes). Het kan worden gevouwen en in onregelmatige ruimte worden gepropt. Het moet daarna dan wel weer kunnen expanderen, anders gaat de isolerende werking verloren. Om het vast te zetten kunnen nietjes of spijkertjes worden gebruikt. Vaak kan de wol worden ingeklemd (bijvoorbeeld tussen staanders van een wand).
Een glaswoldeken heeft een zeer open, driedimensionale structuur. Lucht wordt als het ware ingesloten tussen de vezels en kan dus niet circuleren en warmte afvoeren: er wordt een isolerende luchtlaag gevormd. De warmtegeleidingscoëfficiënt is ongeveer 0,035 W/(m.K). Glaswol moet drooggehouden worden. Is het eenmaal nat geweest, dan verliest het blijvend zijn warmte-isolerend vermogen.
Glaswol wordt ook geleverd met een bekleding erop bijvoorbeeld een laagje aluminiumfolie. Bij het isoleren van zolders kan deze beklede variant worden toegepast om zo een dampdichte isolatielaag te verkrijgen. De dampremmer, die aan de warme kant moet worden aangebracht, zorgt er dan voor dat er geen vochtproblemen door condensatie in het zolderdak ontstaan.

## Werken met glaswol
Inademen van glaswol en steenwol kan leiden tot longfibrose, een zeer ernstige vorm van longschade. Het is daarom nodig veiligheidsmaatregelen in acht te nemen, zoals het dragen van een mondkapje en veiligheidsbril, dragen van handschoenen, en afdekken van de huid. Verwerken van glaswol dient te gebeuren met een scherp mes, om het vrijkomen van vezels zoveel mogelijk te beperken. Afvoer van afval volgens de plaatselijk geldende voorschriften. Maak de werkplek schoon met een vochtige doek. Het mechanisch effect van vezels in contact met de huid kan tijdelijk jeuk veroorzaken. Als jeuk optreedt, eerst afspoelen met koud water en daarna wassen.